# Máfil

Máfil est une commune du Chili située dans la Province de Valdivia, dans la Région des Fleuves. Le nom en mapudungun, donné par les mapuches huilliches, signifie « embrassé par les fleuves », à cause des lits des rivières Iñaque et Máfil, lesquels forment le fleuve Pichoy. Ce qui a conduit à la création de la commune a été le mine d'or nommé Madre de Dios (Mère de Dieu) et l'installation d'un chemin de fer.

## Localisation
Le chef lieu de la commune porte le même nom que celle-ci. Elle est située à 39° 38´ de latitude sud et 72° 57´de longitude ouest. La commune jouxte Mariquina et Lanco au nord, Panguipulli à l'est, Valdivia et Les Lacs au sud, et Mariquina et Lanco à l'ouest.

## Économie
D'importantes quantités de charbon ont été détectées dans cette commune constituant une réserve très important pour l'avenir du Chili.

Position de Mafil (en rouge) au sein de la Région des Fleuves.